# Chalcotropis celebensis
Chalcotropis celebensis är en spindelart som beskrevs av Anna Maria Sibylla Merian 1911. Chalcotropis celebensis ingår i släktet Chalcotropis och familjen hoppspindlar. Inga underarter finns listade i Catalogue of Life.